# Cameron Bennerman
Cameron Alden Bennerman (Greensboro, 8 maggio 1984) è un ex cestista statunitense.